# Mirror's Edge Catalyst
Mirror's Edge Catalyst is een action-adventurecomputerspel, ontwikkeld door EA DICE en uitgegeven door Electronic Arts. Het is uitgebracht in juni 2016 voor Microsoft Windows, PlayStation 4 en Xbox One. Het computerspel is het vervolg op het in 2008 uitgebrachte spel Mirror's Edge.

## Ontwikkeling
Tijdens E3 in juni 2013 werd door Electronic Arts (EA) het spel officieel aangekondigd. Mirror's Edge Catalyst zou een openwereldspel worden.
In tegenstelling tot Mirror's Edge, waar men gebruikmaakte van Unreal Engine, zal Mirror's Edge Catalyst de nieuwere engine Frostbite 3 gebruiken.
Oorspronkelijk moest het computerspel op 23 februari 2016 verschijnen, maar werd op 29 oktober 2015 uitgesteld tot 24 mei 2016. Op 21 april 2016 (één dag voor de start van de bèta testversie) kondigde EA aan dat Mirror's Edge Catalyst, vanwege enkele nog uit te voeren verbeteringen, uitgesteld was tot 7 juni 2016. 